# Křížová cesta (Dalečín)
Křížová cesta v Dalečíně v okrese Žďár nad Sázavou se nachází u kostela Svatého Jakuba Většího na severozápadním návrší nad obcí.

## Historie
Křížová cesta má čtrnáct zastavení v podobě zastřešených dřevěných sloupků s křížkem a s obrázkem. Lemuje přístupovou cestu z obce ke kostelu Svatého Jakuba Většího, která vede po 102 schodech.